# Lac Ste. Anne County
Das Lac Ste. Anne County ist einer der 63 „municipal districts“ in Alberta, Kanada. Der Verwaltungsbezirk gehört zur Census Division 13 und ist Teil der Region Zentral-Alberta. Der Bezirk als solches wurde, durch die Zusammenlegung mehrerer anderer Bezirke, zum 1. Januar 1944 eingerichtet (incorporated als „Municipal District of Lac Ste. Anne No. 551“) und änderte zuletzt im Jahr 1995 seinen Namen, von „County of Lac Ste. Anne No. 28“, auf den aktuellen. Das County hat seinen Verwaltungssitz im Weiler Sangudo.
Der Verwaltungsbezirk ist für die kommunale Selbstverwaltung in den ländlichen Gebieten sowie den nicht rechtsfähigen Gemeinden, wie Dörfern und Weilern und Ähnlichem, zuständig. Für die Verwaltung der Kleinstädte in seinen Gebietsgrenzen ist er nicht zuständig.
Namensgebend für den Bezirk ist der Lac Ste. Anne, welcher nach der Heiligen Anna benannt ist.
Schlagzeilen erregte das County am 3. März 2005, als es auf einer Farm bei Mayerthorpe zu einer Schießerei kam (der „Mayerthorpe Tragedy“), in dessen Verlauf vier Polizisten der Royal Canadian Mounted Police (RCMP) getötet wurden. Der Vorfall gilt als der schlimmste Mord an mehreren Polizeibeamten in der jüngeren kanadischen Zeitgeschichte und als der größte Verlust an Menschenleben den die RCMP seit 1958 an einem Tag zu beklagen hatte.

## Lage
Der „Municipal District“ liegt im Zentrum der kanadischen Provinz Alberta, etwa 100 Kilometer westnordwestlich vom Edmonton. Der Bezirk wird vom Pembina River durchflossen, der im Norden und Südwesten den Bezirk streckenweise auch zu den Nachbarbezirken abgrenzt. Im Südosten des Bezirks befindet sich der Lac Ste. Anne mit dem Sturgeon River. Im Bezirk befindet sich keiner der Provincial Parks in Alberta.
Die Hauptverkehrsachsen des Bezirks sind die in Nord-Süd-Richtung verlaufenden Alberta Highway 22 und Alberta Highway 33 sowie die in Ost-West-Richtung verlaufenden Alberta Highway 18 und Alberta Highway 43. Außerdem verläuft eine Eisenbahnstrecke der Canadian National Railway durch den Bezirk. Östlich der Kleinstadt Mayerthorpe, nahe dem Weiler Rochfort Bridge, steht die mehr als 700 Meter lange Rochfort Trestle Bridge. Auf der hölzernen Trestle-Brücke überquert die Eisenbahnstrecke den Paddle River und den Alberta Highway 43.
Im westlichen Bereich des Lac Ste. Anne befindet sich ein großes Reservat (Alexis Indian Reserve No. 133) der Alexis Nakota Sioux First Nation, einer Gruppe der First Nation. Laut dem „Census 2016“ leben in dem 57,36 km² großen Reservat 755 Menschen.
| Woodlands County  | County of Barrhead No. 11                   |                 |
|                   | Kompassrose, die auf Nachbargemeinden zeigt | Sturgeon County |
| Yellowhead County | Parkland County                             |                 |

## Bevölkerung
| Jahr | Erhebung          | Einwohner | Änderung | Fläche (km²) | Bev.-dichte (EW/km²) |
| ---- | ----------------- | --------- | -------- | ------------ | -------------------- |
| 2016 | Volkszählung 2016 | 10.899    | + 6,2 %  | 2.850,38     | 3,8                  |
| 2011 | Volkszählung 2011 | 10.260    | + 3,8 %  | 2.845,61     | 3,6                  |

## Gemeinden und Ortschaften
Folgende Gemeinden liegen innerhalb der Grenzen des Verwaltungsbezirks:
- Stadt (City): keine
- Kleinstadt (Town): Mayerthorpe, Onoway
- Dorf (Village): Alberta Beach
- Weiler (Hamlet): Cherhill, Glenevis, Green Court, Gunn, Rich Valley, Rochfort Bridge, Sangudo

Außerdem bestehen noch weitere, noch kleinere Ansiedlungen und Einzelgehöfte. Außerdem liegen im Bezirk zahlreiche Sömmerdörfer („Summer Village of Birch Cove“, „Summer Village of Castle Island“, „Summer Village of Nakamun Park“, „Summer Village of Ross Haven“, „Summer Village of Sandy Beach“, „Summer Village of Silver Sands“, „Summer Village of South View“, „Summer Village of Sunrise Beach“, „Summer Village of Sunset Point“, „Summer Village of Val Quentin“, „Summer Village of West Cove“, „Summer Village of Yellowstone“).